# Pino sulla Sponda del Lago Maggiore

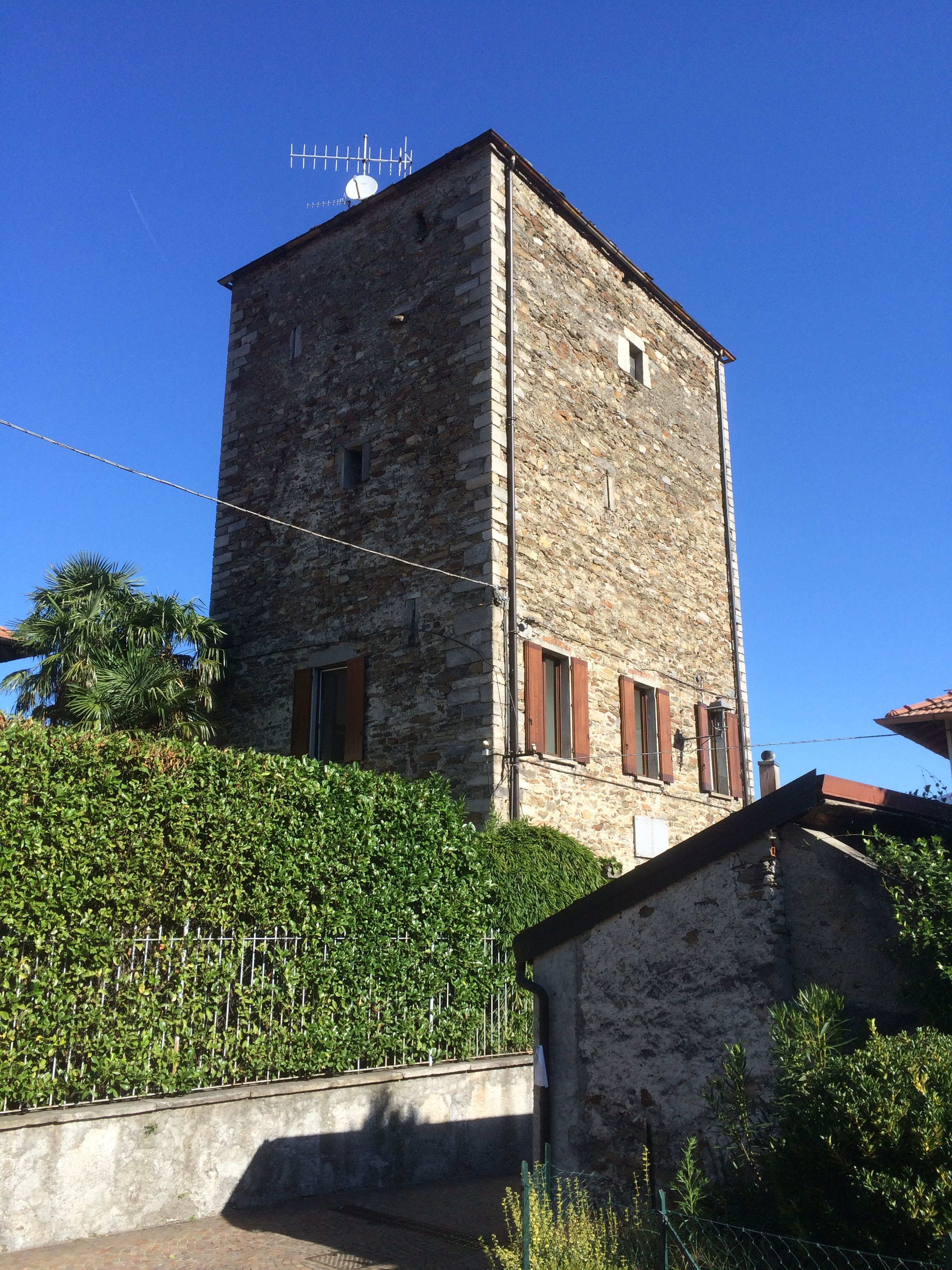
Mittelalterlicher Turm im Dorfzentrum

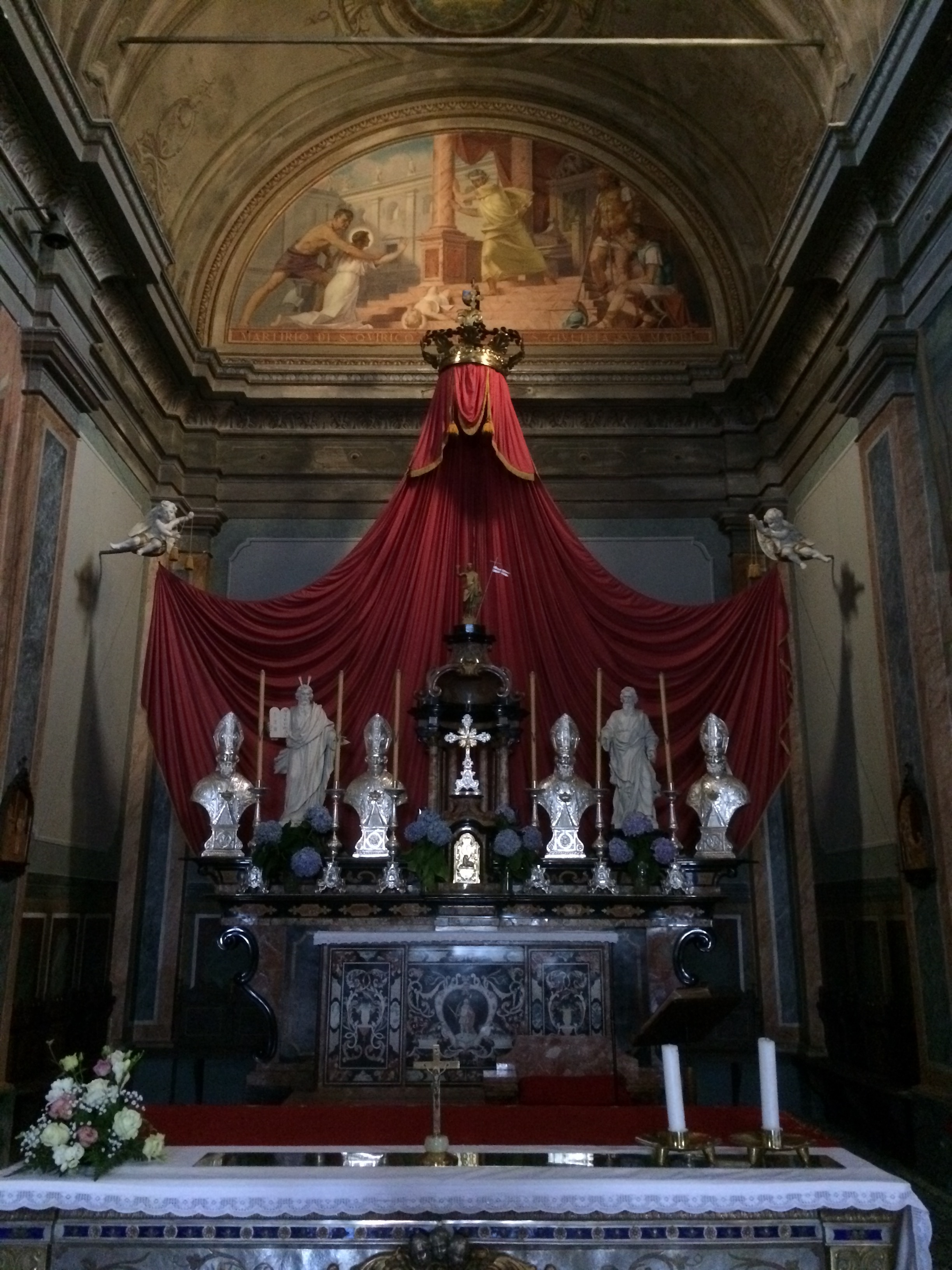
Pfarrkirche S. Quirico e Giulitta in Pino sulla Sponda del Lago Maggiore

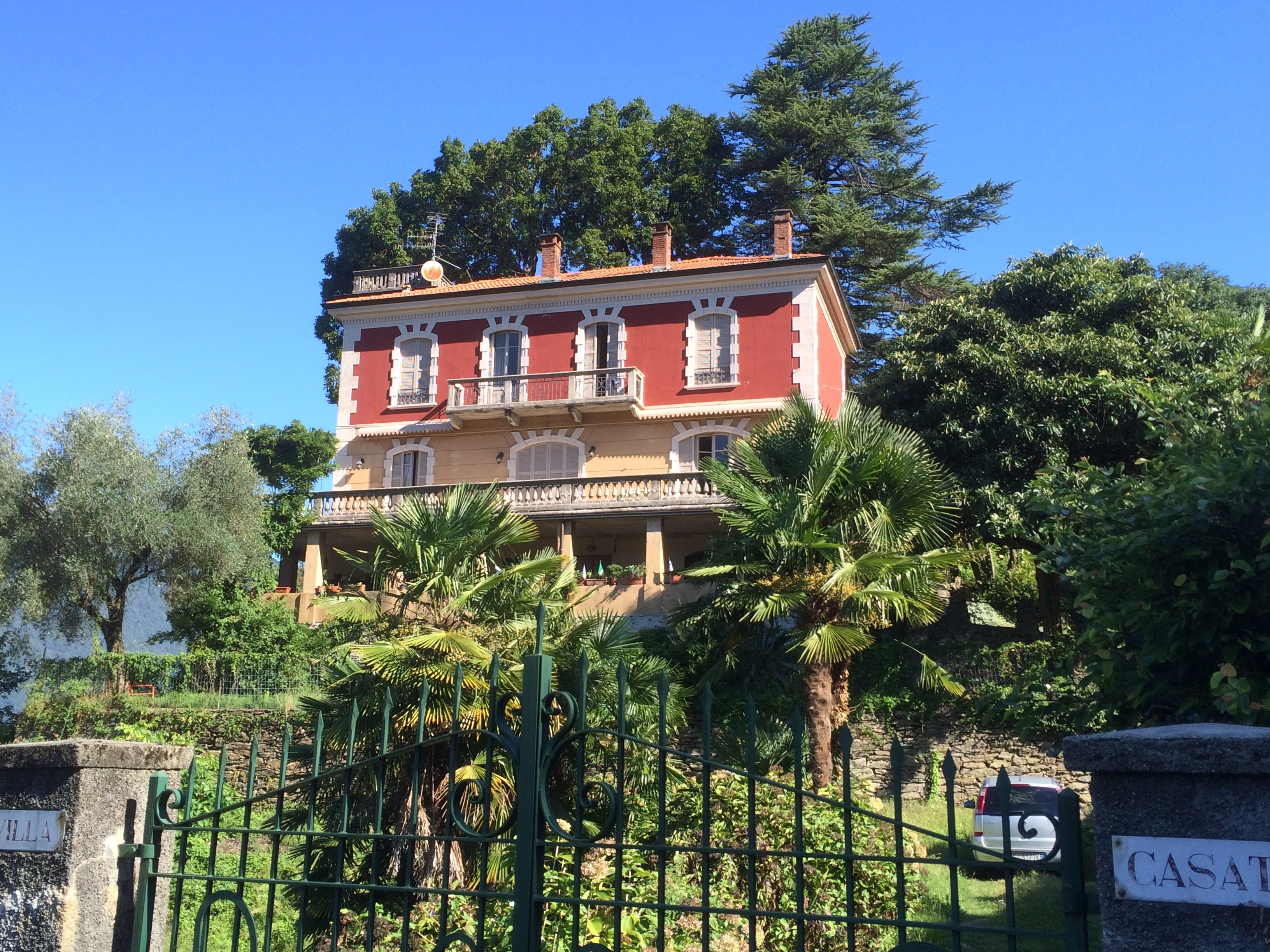
Villa in Pino sulla Sponda

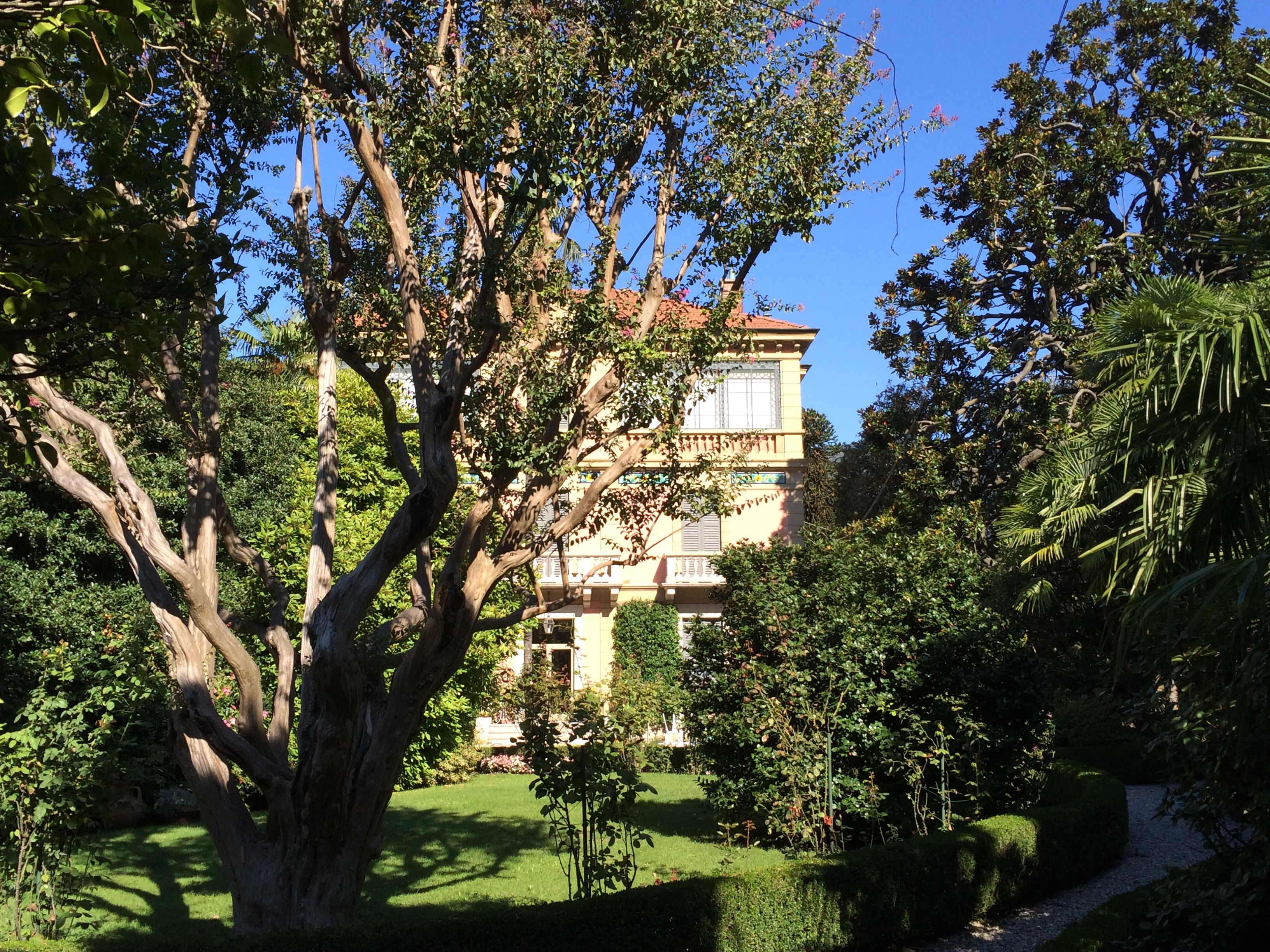
Villa in Pino sulla Sponda

Pino sulla Sponda del Lago Maggiore, auch Pino sulla Sponda orientale del Lago Maggiore, im lombardischen Dialekt Pin, ist ein Ortsteil der mit Regionalgesetz Nr. 8 vom 30. Januar 2014 auf den 4. Februar 2014 gegründeten Gemeinde Maccagno con Pino e Veddasca in der italienischen Provinz Varese, Lombardei.

## Geografie
Das Dorf liegt auf einem Felsvorsprung, dem Sasso di Pino, auf der Ostseite des Langensees, und grenzt im Norden an die Schweiz (Gemeinde Gambarogno). Zu Pino gehören auch die Fraktionen Zenna, Monti di Pino, Alpe Curtiggia, Piano Volpera, Bersona, Mulinaccio, Alpe Tabia, Piano della Rogna und Alpe di Piero.
Der Ort besitzt einen kleinen Bootshafen und den Strand Lido di Zenna, nahe der Grenze zur Schweiz.

## Geschichte
Die freie Kommune Pino war im Hochmittelalter Besitz der Grafen von Seprio und kam später unter die Mailänder Herrschaft der Visconti. Diese schlossen es dem Territorium der Quattro Valli (vier Täler) an und gaben es 1439 der Familie Rusca zu Lehen. Im Jahre 1583 wurde es Lehen der Marliani, die ihre Podestà bis 1600 behielten.
In der Vergangenheit lebte der Ort von Land- und Waldwirtschaft. Ab der vorletzten Jahrhundertwende wurde Pino zum Urlaubsort, und einige stattliche Villen aus der Zeit um 1900 prägen immer noch das Dorfbild. Heute basiert die Wirtschaft fast ausschließlich auf dem Tourismus.
2014 fusionierten Pino, Maccagno und Veddasca zur neuen Gemeinde Maccagno con Pino e Veddasca.

## Sehenswürdigkeiten
- Die Pfarrkirche S. Quirico e Giulitta ist romanischen Ursprungs und wurde im 16. Jahrhundert sowie um 1780 barockisiert.
- Die Kirche Santuario della Madonna delle Grazie bei Zenna wurde um 1600 errichtet.
- Die Kapelle Chiesa di Santa Maria Assunta ist seit dem 13. Jahrhundert bezeugt. Die ursprünglich romanische Fassade ist nicht erhalten.
- In einem Turm aus dem 13. Jahrhundert, Rest einer mittelalterlichen Befestigungsanlage, befindet sich heute das Postamt.

## Sonstiges
Pino sulla Sponda del Lago Maggiore war gemeinsam mit San Valentino in Abruzzo Citeriore die italienische Gemeinde mit dem längsten Namen (dreißig Buchstaben, auf dem zweiten Platz folgt Castrocaro Terme e Terra del Sole).